# Liste des monuments classés du gouvernorat de Mahdia
Cette liste des monuments classés du gouvernorat de Mahdia est une liste des monuments historiques et archéologiques protégés et classés du gouvernorat de Mahdia établie par l'Institut national du patrimoine de Tunisie.

## Liste
| Identifiant monument | Site         | Monument                                                | Adresse | Date de classement | Décret          | Coordonnées                       | Illustration                                         |                       |
| -------------------- | ------------ | ------------------------------------------------------- | ------- | ------------------ | --------------- | --------------------------------- | ---------------------------------------------------- | --------------------- |
| 53-1                 | El Jem       | Grand chapiteau corinthien                              |         | 26 janvier 1893    | 26 janvier 1893 | 35° 17′ 34″ nord, 10° 42′ 10″ est | Grand chapiteau corinthien                           | Télécharger une image |
| 53-2                 | El Jem       | Thermes déblayés en 1901                                |         | 1er mars 1905      | 1er mars 1905   | à géolocaliser                    | Image manquante Téléverser                           | Télécharger une image |
| 53-3                 | El Jem       | Amphithéâtre                                            |         | 26 janvier 1893    | 26 janvier 1893 | 35° 17′ 47″ nord, 10° 42′ 25″ est | Amphithéâtre                                         | Télécharger une image |
| 53-4                 | El Alia      | Citerne                                                 |         | 22 mars 1899       | 22 mars 1899    | à géolocaliser                    | Image manquante Téléverser                           | Télécharger une image |
| 53-5                 | El Alia      | Ville romaine aux mosaïques                             |         | 22 mars 1899       | 22 mars 1899    | à géolocaliser                    | Image manquante Téléverser                           | Télécharger une image |
| 53-6                 | El Alia      | Tombeaux de la nécropole punique                        |         | 22 mars 1899       | 22 mars 1899    | à géolocaliser                    | Image manquante Téléverser                           | Télécharger une image |
| 53-7                 | El Alia      | Évacuateurs d'eau romains                               |         | 17 juillet 1997    |                 | à géolocaliser                    | Évacuateurs d'eau romains                            | Télécharger une image |
| 53-8                 | El Aerg      | Villa romaine à 8 kilomètres au nord-ouest de la Chebba |         | 3 mai 1920         | 3 mai 1920      | à géolocaliser                    | Image manquante Téléverser                           | Télécharger une image |
| 53-9                 | Ras Kaboudia | Citadelle byzantine                                     |         | 22 mars 1922       |                 | 35° 14′ 07″ nord, 11° 09′ 24″ est | Citadelle byzantine                                  | Télécharger une image |
| 53-10                | Salakta      | Catacombes                                              |         | 13 mars 1912       | 13 mars 1912    | à géolocaliser                    | Catacombes                                           | Télécharger une image |
| 53-11                | Mahdia       | Grande mosquée et son ancien minaret                    |         | 3 mars 1915        | 3 mars 1915     | 35° 30′ 14″ nord, 11° 04′ 19″ est | Grande mosquée et son ancien minaret                 | Télécharger une image |
| 53-12                | Mahdia       | Citernes romaines                                       |         | 22 mars 1899       | 22 mars 1899    | à géolocaliser                    | Image manquante Téléverser                           | Télécharger une image |
| 53-13                | Mahdia       | Kasbah                                                  |         | 13 mars 1912       | 13 mars 1912    | 35° 30′ 19″ nord, 11° 04′ 35″ est | Kasbah                                               | Télécharger une image |
| 53-14                | Mahdia       | Porte à passage voûté donnant accès à la ville arabe    |         | 3 mars 1915        | 3 mars 1915     | 35° 30′ 14″ nord, 11° 04′ 07″ est | Porte à passage voûté donnant accès à la ville arabe | Télécharger une image |